# Ley de secularización mexicana de 1833

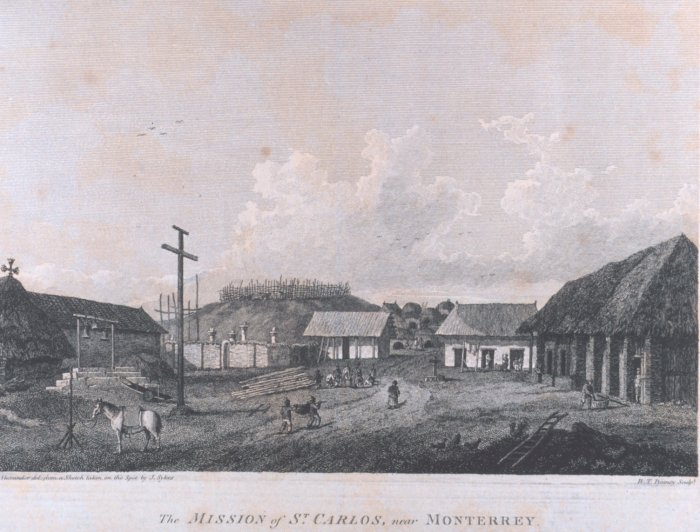
San Carlos, alrededores de Monterrey, c. 1792

La Ley de Secularización Mexicana de 1833 fue aprobada doce años después de que México ganara la independencia de España en 1821. México temía que España continuara teniendo influencia y poder en California porque la mayoría de las misiones españolas en California permanecieron leales a la iglesia católica en España. A medida que la nueva república mexicana maduraba, aumentaban los llamados a la secularización ("desestablecimiento") de las misiones. Una vez implementada en su totalidad, la ley de secularización, denominada  Decreto para la Secularización de las Misiones de las Californias, se llevó gran parte de la tierra de la Misión de California y la vendió o la regaló en grandes subvenciones llamadas ranchos.

## Fondo
Las misiones españolas misión en Alta California eran una serie de 21 puestosreligiosos y de avanzada militares; establecido por sacerdotes católicos de la orden Franciscana entre 1769 y 1833, para difundir el cristianismo entre los nativos americanos. Las misiones fueron parte del primer gran esfuerzo de los europeos para colonizar la región de la Costa del Pacífico (Costa occidental de los Estados Unidos), las partes más septentrionales y occidentales de las reclamaciones territoriales de España en América del Norte. Los colonos introdujeron frutas, verduras, ganado, caballos, ganadería y tecnología europeos en la región de Alta California y en los "Indios de Misión". La carretera El Camino Real conectaba las misiones de San Diego a la Misión de San Francisco Solano, en Sonoma, con una longitud de 529 millas (851 km).
Entre 1683 y 1834, los misioneros jesuitas y franciscanos establecieron una serie de puestos de avanzada religiosos desde la actual Baja California y Baja California Sur hasta la actual California.

## Proclamación de Emancipación
José María de Echeandía, el primer nacido en México, elegido Gobernador de Alta California emitió una "Proclamación de Emancipación" (o "'Prevenciónes de Emancipación' '") el 25 de julio de 1826. Todos los indios dentro de los distritos militares de San Diego, Santa Bárbara y Monterrey que se encontraron calificados fueron liberados del gobierno misionero y elegibles para convertirse en ciudadanos mexicanos. Aquellos que deseaban permanecer bajo la tutela de la misión (tutela) estaban exentos de la mayoría de las formas de castigo corporal. Para 1830, incluso los nuevos en California parecían tener confianza en sus propias habilidades para operar los ranchos y granjas de la misión de forma independiente; los "padres", sin embargo, dudaban de la capacidad de sus encargados a este respecto. En 1831, el número de indios bajo el control de los misioneros en toda la Alta Alta de California era de aproximadamente 18.683, mientras que los soldados, los colonos libres y "otras clases" totalizaban 4.342.
La nueva inmigración, tanto de origen mexicano como extranjero, aumentó la presión sobre el gobierno de Alta California para apoderarse de las propiedades de la misión controladas por la Iglesia y despojar a los nativos de acuerdo con la directiva de Echeandía. A pesar de que el plan de emancipación de Echeandía recibió poco apoyo de los recién llegados que poblaban las misiones del sur, estaba decidido a probar el plan a gran escala en la Misión San Juan Capistrano. Con ese fin, nombró a varios comisionados para supervisar la emancipación de los indígenas..
El gobierno mexicano aprobó una ley el 20 de diciembre de 1827 que ordenó la expulsión de todos los españoles menores de sesenta años de los territorios mexicanos. Los españoles podrían representar una amenaza para México porque España no reconoció la independencia mexicana e intentó recuperar el control sobre su antigua colonia. Sin embargo, el gobernador Echeandía intervino en nombre de algunos franciscanos para evitar su deportación una vez que la ley entró en vigor en California.

## Ley de secularización
El gobernador José Figueroa, que asumió el cargo en 1833, inicialmente intentó mantener intacto el sistema de misiones, pero después de que el Congreso mexicano aprobó su  Decreto para la Secularización de las Misiones de las Californias  el 17 de agosto de 1833, tomó medidas para iniciar la promulgación de la secularización. En 1833, Figueroa reemplazó a los "padres" franciscanos nacidos en España en todos los asentamientos al norte de la Misión San Antonio de Padua con sacerdotes franciscanos nacidos en México del Colegio de Guadalupe de Zacatecas. En respuesta, el Padre-Presidente Narciso Durán trasladó la sede del Sistema de Misiones de Alta California a la Misión Santa Bárbara, donde permaneció hasta 1846.

### Distribución fallida a los pueblos indígenas
El Gobernador Figueroa emitió un reglamento (« Reglamento Provisional para la secularización de las Misiones ») el 9 de agosto de 1834, describiendo los requisitos para la distribución de la propiedad (tierra, ganado y equipo) a los neófitos de cada misión. Entre las disposiciones se encontraba que "5. A cada cabeza de familia y a todos los mayores de 20 años, se les dará de las tierras de la Misión un lote no mayor de 400 ni menos de 100  varas  cuadradas" (28 a 7 acres ), más "6 ....  prorrateada  ... la mitad del ganado" y "7 .... la mitad o menos de los bienes muebles, herramientas y semillas existentes". La Ley también dispuso la colonización de Alta California y Baja California, los gastos de este último movimiento serán sufragados por las ganancias obtenidas de la venta de la tierra de la misión y algunos edificios a particulares; muchos empezaron ranchos. Los ranchos hechos de tierras de pastoreo de la antigua misión se dividieron en grandes concesiones de tierras, lo que aumentó en gran medida el número de propiedades privadas en Alta California.
Esto significaba que las misiones tendrían título solo sobre la capilla de adoración, las residencias de los sacerdotes y una pequeña cantidad de terreno alrededor de la iglesia para uso como jardines. En algunas misiones, todos los demás edificios se perdieron y algunos edificios de la misión se dividieron, con un muro físico agregado a los edificios de la misión. Con la pérdida de todo el apoyo de la tierra circundante y los edificios de apoyo, como ganado, huertos, graneros, curtidos, herrería, fabricación de velas, viñedos, bodega, derecho de agua, telar, horno de colmenas, carpintería, jabón, silo de grano, en algunos casos el patio de la misión y más - los Franciscanos no tenían medios de sustento para ellos mismos o para los nativos . Los franciscanos abandonaron poco después la mayoría de las misiones, llevándose consigo casi todo lo de valor, después de lo cual los lugareños saquearon los edificios de la misión en busca de materiales de construcción, ya que los cuatro a seis soldados asignados para vigilar cada Misión fueron despedidos.